# Nick Nuyens

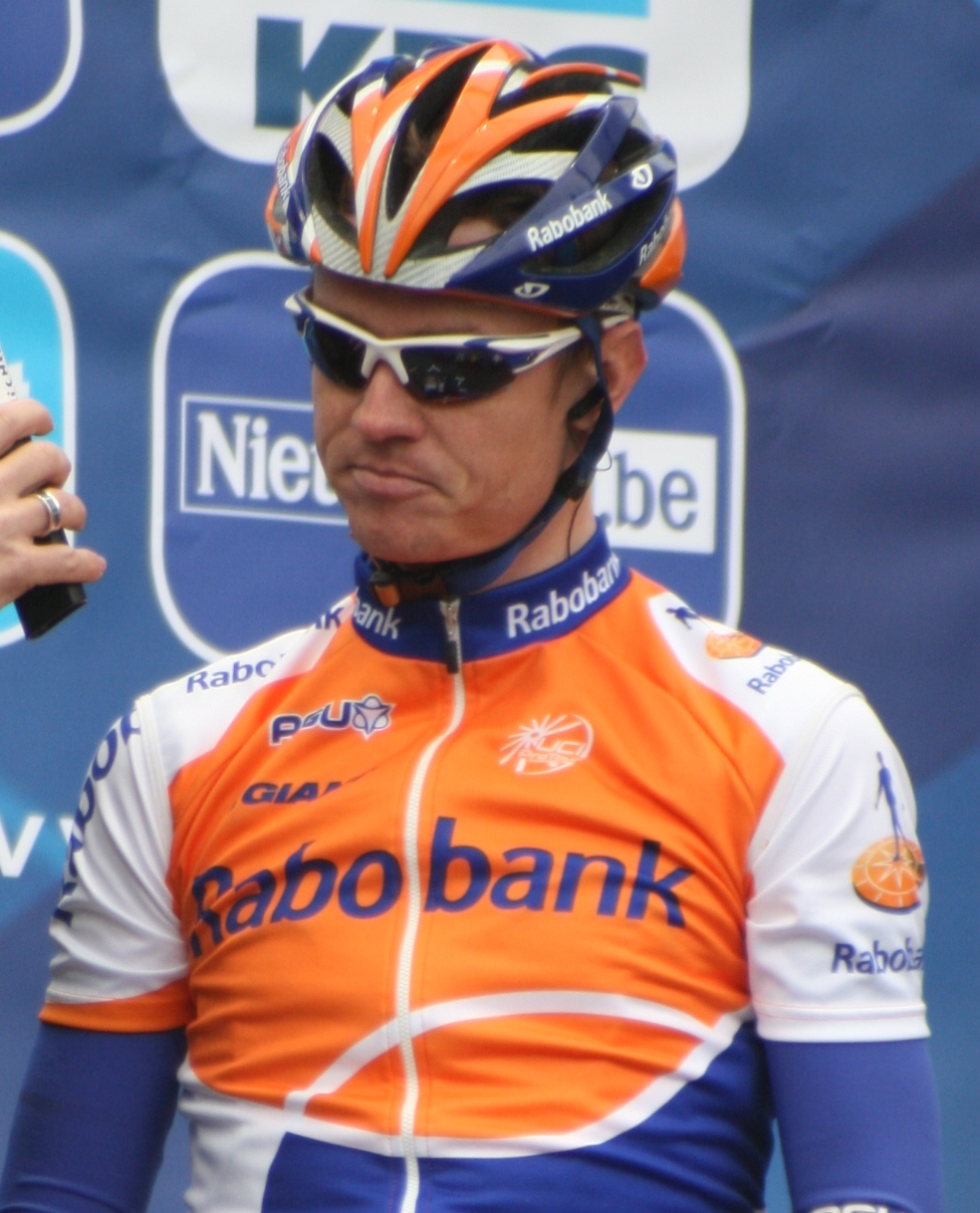
Nick Nuyens.

Nick Nuyens, född 5 maj 1980 i Lier, Belgien, är en professionell tävlingscyklist som från och med 2011 tävlar för Team Saxo Bank. 

## Amatörkarriär
Ett år innan Nuyens fick sitt proffskontrakt vann han bland annat Flandern runt för amatörer.

## Karriär
Nuyens blev professionell med QuickStep-Davitamon 2003. Hans bästa resultat, hittills, är vinster på Kuurne-Bryssel-Kuurne, Omloop Het Volk och Paris-Bryssel. Nuyens vann också Étoile de Bessèges i början på 2007 och tävlingens tredje etapp. Han vann också första etappen på Eneco Tour of Benelux. 
Nick Nuyens slutade trea på etapp 19 av Vuelta a España 2008 efter David Arroyo och Vasil Kiryjenka. Under säsongen slutade han tvåa i både Omloop Het Volk och Flandern runt.
Inför säsongen 2009 blev Nick Nuyens kontrakterad av det nederländska stallet Rabobank. Han vann Mandel-Leie-Schelde under säsongen framför Steven de Jongh och Frederik Willems. I september vann han GP de Wallonie. Han slutade också femma i GP Jef Scherens bakom Sebastian Langeveld, Stijn Vandenbergh, Frédéric Amorison och Sylvain Chavanel.

## Privatliv
Nick Nuyens är gift med tävlingscyklisten Evy Van Damme. Även Evy Van Dammes syster Charlotte tävlar som cyklist.

## Meriter
2002 – U23
1:a – Belgiska U23-mästerskapen
1:a – Flandern runt, U23-klassen
2004 – Quick Step-Davitamon
1:a, totalt och en etapp – Ster Elektrotoer
1:a – Paris-Bryssel
1:a – GP de Wallonie
1:a – GP Industria & Commercio di Prato
3:a, totalt – Tour of Britain
2005 – Quick Step
1:a, totalt och två etapper – Tour of Britain
1:a – GP de Wallonie
1:a – Omloop Het Volk
2006 – Quick Step-Innergetic
Etapp 3 – Schweiz runt
Efter etapp 3 – gula ledartröjan
1:a – Kuurne-Bryssel-Kuurne
2007 – Cofidis-Le Crédit par Téléphone
Étoile de Bessèges - vinnare totalt
1:a, Etapp 3
Eneco Tour of Benelux
1:a, Etapp 1
2008
2:a, Omloop Het Volk
2:a, Flandern runt
3:a, etapp 19, Vuelta a España
2009
1:a, GP de Wallonie
1:a, Mandel-Leie-Schelde
2011
1:a, Dwars door Vlaanderen
1:a, Ronde van Vlaanderen

## Stall
- Quick Step-Davitamon 2003–2004
- Quick Step-Innergetic 2005–2006
- Cofidis 2007–2008
- Rabobank 2009–2010
- Team Saxo Bank-Sungard 2011–